# إعلان غريت بارينغتون
كان إعلان غريت بارينغتون عبارة عن رسالة مفتوحة نُشرت في أكتوبر 2020 ردًا على جائحة كوفيد-19 وعمليات الإغلاق. زعم الإعلان أنه يمكن تجنب عمليات الإغلاق الضارة بسبب كوفيد-19 من خلال فكرة «الحماية المركزة»، والتي يمكن من خلالها الحفاظ على سلامة الأشخاص الأكثر عرضة للخطر مع استمرار المجتمع في العمل بصورة طبيعية. كانت النتيجة المتصورة هي ظهور مناعة القطيع في غضون ثلاثة أشهر، إذ انتشر سارس-كوف-2 بين السكان. كُتب الإعلان على يد سونيترا غوبتا من جامعة أكسفورد، وجاي باتاتشاريا من جامعة ستانفورد، ومارتن كولدورف من جامعة هارفارد، وكُتبت المسودة في المعهد الأمريكي للبحوث الاقتصادية (أيه آي إي آر) في غريت بارينغتون، ماساتشوستس، ووُقع هناك في 4 أكتوبر 2020 ثم نُشر في 5 أكتوبر. افترضت الوثيقة أن العبء المرضي للعدوى الجماعية يمكن تحمله، وأن أي عدوى ستمنح مناعة تعقيم طويلة المدى، ولم تذكر التباعد الجسدي أو الأقنعة أو تتبع المخالطين أو كوفيد الطويل الذي جعل المرضى يعانون من أعراض موهنة لأشهر بعد الإصابة الأولية.
صرحت منظمة الصحة العالمية والعديد من الهيئات الأكاديمية والصحية العامة أن الاستراتيجية خطيرة وتفتقر إلى أساس علمي سليم. قالوا إنه سيكون من الصعب حماية جميع الأشخاص المعرضين للخطر طبيًا، ما سيتسبب في عدد كبير من الوفيات التي يمكن تجنبها بين كبار السن والشباب الذين يعانون من ظروف صحية موجودة مسبقًا. اعتبارًا من أكتوبر 2020، حذروا من أن الآثار طويلة المدى لكوفيد-19 ما تزال غير مفهومة تمامًا. علاوة على ذلك، قالت منظمة الصحة العالمية إن عنصر مناعة القطيع في الاستراتيجية المقترحة يقوضه المدة غير المعروفة لمناعة ما بعد الإصابة. صرحوا أن النتيجة الأكثر احتمالًا ستكون انتشار الأوبئة مرارًا وتكرارًا، كما كان الحال في العديد من الأمراض المعدية قبل ظهور التلقيح. حذرت الجمعية الأمريكية للصحة العامة و13 مجموعة أخرى للصحة العامة في الولايات المتحدة في رسالة مفتوحة مشتركة من أن «إعلان غريت بارينغتون لا يستند إلى أسس علمية وأنه خطير». تلقى إعلان غريت بارينغتون تأييدًا من بعض العلماء ومن إدارة دونالد ترامب والسياسيين المحافظين البريطانيين ومن هيئة تحرير صحيفة وول ستريت جورنال.
صدر إعلان غريت بارينغتون برعاية المعهد الأمريكي للبحوث الاقتصادية، وهو مؤسسة فكرية تحررية للسوق الحرة مرتبطة بنكران التغير المناخي.

## الخلفية والمحتوى
جاءت أفكار إصدار إعلان من مؤتمر يديره المعهد الأمريكي للبحوث الاقتصادية. قالت غوبتا، التي كانت أحد المؤلفين، إنه لن تنشر أي مجلة أفكارًا «رُفضت مرارًا وتكرارًا باعتبارها هامشية أو علمًا زائفًا» لذلك تقرر نشر الرسالة مفتوحة بحكم الضرورة.
ينص الإعلان على أن عمليات الإغلاق لها آثار سلبية على الصحة البدنية والعقلية، على سبيل المثال، يدفع الناس لتأجيل الرعاية الصحية الوقائية. يقترح الكتّاب الحد من هذه الأضرار عن طريق إنهاء القيود الإلزامية على معظم الأنشطة لمعظم الناس. سيصاب المزيد من الأشخاص بكوفيد-19 دون هذه القيود. يعتقد كتّاب الإعلان أن هذه العدوى ستنتج مناعة قطيع (فكرة أن تشكل المناعة لدى عدد كافٍ من الناس سيوقف الفيروس عن الانتشار على نطاق واسع)، الأمر الذي سيقلل في النهاية من احتمالية إصابة الأشخاص عاليي الخطورة بالفيروس.
يقول المؤلفون إنه بدلًا من حماية الجميع، يجب أن ينصب التركيز على «تحصين» الأشخاص الأكثر عرضة للخطر مع وضع قيود إلزامية قليلة على بقية السكان. قالت عالمة الأوبئة في جامعة ستانفورد المدعوة إيفون مالدونادو إن 40% من الأمريكيين لديهم خطر مرتفع للوفاة بسبب كوفيد-19، لذلك سيتطلب ذلك إبقاء 40% من السكان ممن يمتلكون عوامل خطورة معروفة بعيدًا عن 60% الباقين غير المعرضين للخطر.
يحدد الإعلان بعض التغييرات الاقتصادية المحددة التي يفضلها الموقعون، مثل استئناف «الحياة كالمعتاد» مع فتح المدارس والجامعات للتدريس ضمن الفصل والأنشطة خارج الفصل وإعادة فتح المكاتب والمطاعم وأماكن العمل الأخرى واستئناف التجمعات الكبيرة في الأحداث الثقافية والرياضية. بحلول أكتوبر عام 2020، كان العديد من هذه الأشياء قد حدث بالفعل في بعض أنحاء العالم، وبقي مقيدًا ومحظورًا في أماكن أخرى؛ على سبيل المثال: شهدت المملكة المتحدة الحجر الصحي للطلاب وإرشادات السفر وفرضت قيودًا على لقاء أشخاص آخرين وأُغلقت المدراس والحانات والمطاعم جزئيًا.
لا يقدم الإعلان تفاصيل عملية حول من يجب حمايته أو كيف يمكن حمايته. على سبيل المثال، لا يذكر اختبار أي شخص خارج دور رعاية المسنين أو تتبع المخالطين أو ارتداء الأقنعة أو التباعد الاجتماعي. يذكر الإعلان الأسر متعددة الأجيال ولكنه لا يقدم أي معلومات حول حالات إصابة الأشخاص ذوو الخطورة المنخفضة بالعدوى دون تعريض أفراد أسرهم المعرضين لمخاطر عالية لخطر الموت على سبيل المثال.
لا يقدم الإعلان أي مصادر للبيانات المنشورة الداعمة لاستراتيجيته.

## الموقعون
يدّعي موقع المؤلفين أن أكثر من 14,000 عالم و40,000 طبيب عام وأكثر من 800,000 فردًا من العامة وقعوا على الإعلان، إذ يمكن التوقيع على القائمة من قبل أي شخص عبر الإنترنت ولا يتطلب الأمر أكثر من مجرد النقر فوق مربع اختيار «عالم» للظفر باللقب، ويحوي بعض الأسماء المزيفة بوضوح، منها: «السيد موز راما» و«هارولد شيبمان» و«البروفيسور كومينيك دامينغز». عُثر على أكثر من 100 معالج نفسي والعديد من معالجي المثلية والمعالجين الطبيعيين والمعالجين بالتدليك وغيرهم من الأشخاص غير المعنيين، منهم مؤدٍ لموسيقى الخومي، وهو أسلوب منغولي للغناء التوافقي، وُصف بأنه «ممارس للعلاج الصوتي». ذكر مقال في صحيفة إندبندنت أن التواقيع الكاذبة تضع المزاعم المتعلقة بالدعم الواسع في موضع شك. رد باتاتشاريا بالقول إن المؤلفين «لم يكن لديهم الموارد لتدقيق كل توقيع على حدة» وأن الناس «أساءوا استخدام ثقتهم» بإضافة أسماء مزيفة.